# Obserwatorium Astronomiczne Zijinshan

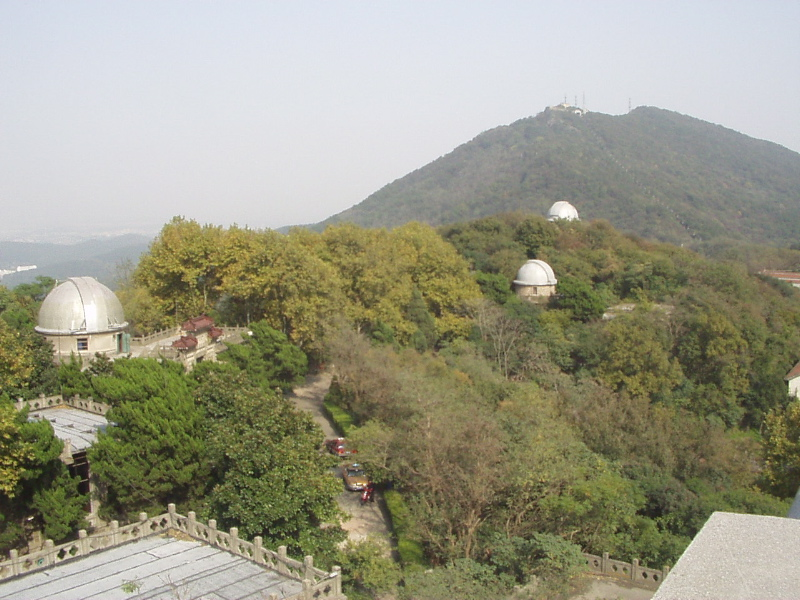
Kopuły obserwatorium na Purpurowej Górze

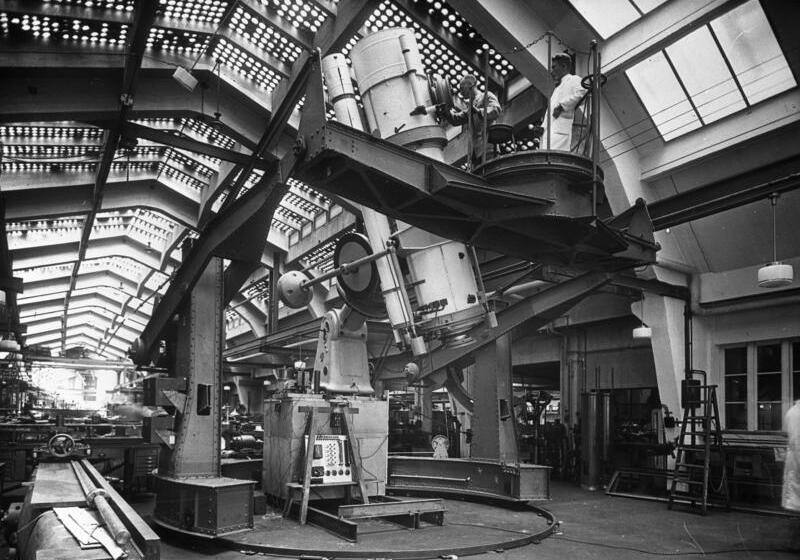
Przedwojenny teleskop Zeissa

Obserwatorium Astronomiczne Zijinshan (chiń. 紫金山天文台; pinyin Zĭjīnshān Tiānwéntái) – najstarsze (zał. w 1934 r.) nowoczesne obserwatorium astronomiczne w Chinach, kolebka nowoczesnej astronomii chińskiej.
Położone jest na Górze Purpurowej (Zijinshan, 32°04′N 118°49′E/32,066667 118,816667) na wysokości 267 m n.p.m., w Nankinie, w prowincji Jiangsu.

## Historia
Obserwatorium Astronomiczne Zijinshan zostało stworzone przez uczonych z Instytutu Astronomii Chińskiej Akademii Nauk, założonego w 1928 r. Rozpoczęło pracę w 1934 r. i dysponowało wówczas największym na Dalekim Wschodzie reflektorem Zeissa o średnicy 60 cm. W czasie wojny z Japonią zostało ewakuowane do Kunmingu i ponownie rozpoczęło pracę w 1946 r. W latach 50. XX wieku przejęło także zarząd nad francuskimi obserwatoriami Sheshan i Xujiahui, które potem połączono w Szanghajskie Obserwatorium Astronomiczne. Pracownicy Obserwatorium Zijinshan tworzyli także nowoczesne obserwatorium w Pekinie.

## Badania
Obserwatorium prowadzi głównie obserwacje małych obiektów astronomicznych, w tym niewielkich satelitów Ziemi, będących efektem działalności ludzkiej ("śmieci kosmicznych"), w związku z chińskim programem kosmicznym. Astronomowie z Zijinshan odkryli łącznie niemal 150 planetoid, w tym wiele trojańskich, komety okresowe 60P/Tsuchinshan i 62P/Tsuchinshan (nazwane od obserwatorium – Tsuchinshan to dawna transkrypcja nazwy Zijinshan) i nieokresową C/1977 V1 (Tsuchinshan). Angielską nazwę obserwatorium nosi także planetoida (3494) Purple Mountain.
Główne dziedziny badawcze:
- radioastronomia
- astrofizyka
- mechanika nieba
- astronomia słoneczna

## Stacje obserwacyjne
Poza głównym ośrodkiem na Purpurowej Górze, w skład obserwatorium wchodzi kilka stacji w różnych częściach Chin.
| Nazwa stacji                                 | Koordynaty                                | Wys. n.p.m. | Sprzęt                                                                                 | Zadania |
| -------------------------------------------- | ----------------------------------------- | ----------- | -------------------------------------------------------------------------------------- | --- |
| Obs. Xuyi, na szczycie Paoma, prow. Jiangsu  | 32°44′N 118°28′E/32,733333 118,466667     | 180 m       | - Schmidt 105/120 cm z kamerą CCD o rozdz. 4tys.x4tys.pikseli - reflektor 65/73 cm     | - obserwacje małych ciał Ukł. Słonecznego, w szczególności obiektów bliskich Ziemi - obserwacje "śmieci" na orbicie wokółziemskiej |
| Obs. Yao’an, prow. Yunnan                    | ---                                       | ---         | 6 kopuł, w budowie                                                                     | --- |
| Obs. Honghe, prow. Heilongjiang              | ---                                       | ---         | 4 teleskopy                                                                            | - obserwacje "śmieci" na orbicie wokółziemskiej                                                                                    |
| Obs. słoneczne Ganyu, prow. Jiangsu          | ---                                       | ---         | teleskop 26 cm, zdwojony do obserwacji - z filtrem H-alfa - w zakresie światła białego | - obserwacje chromosfery, flar, filamentów i protuberancji - obserwacje plam i aktywnych obszarów na Słońcu                        |
| Radioobserwatorium Delingha, prow. Qinghai   | 32°44′24″N 97°33′36″E/32,740000 97,560000 | 3200 m      | - radioteleskop średnicy 13,7 m, ze spektrometrem - przyrządy optyczne                 | - obserwacje spektralne w zakresie fal milimetrowych mgławic, obszarów formowania się gwiazd, pozostałości po supernowych itp.     |
| Obs. Qingdao, góra Guanxiang, prow. Shandong | 36°04′N 120°19′E/36,066667 120,316667     | 75 m        |                                                                                        | - obserwacja sztucznych satelitów, plam słonecznych - edukacja                                                                     |